# Jabrajil Hasanov
Jabrajil Hasanov, född den 24 februari 1990 i Astara, är en azerisk brottare.
Han tog OS-brons i mellanvikt i samband med de olympiska tävlingarna i brottning 2016 i Rio de Janeiro.